# یواس‌اس اپانوس (ای‌کی-۲۲۶)
یواس‌اس اپانوس (ای‌کی-۲۲۶) (به انگلیسی: USS Appanoose (AK-226)) یک کشتی است که طول آن ۴۴۱ فوت ۶ اینچ (۱۳۴٫۵۷ متر) می‌باشد. این کشتی در سال ۱۹۴۴ ساخته شد.